# Église Notre-Dame de Milhac de Cancon
Pour les articles homonymes, voir Église Notre-Dame.
L’église Notre-Dame de Milhac est située à Cancon, dans le département de Lot-et-Garonne, en France.

## Localisation
L'église Notre-Dame de Milhac est située à Cancon, dans le département de Lot-et-Garonne, en France.

## Historique
Au XIIe siècle l'église relevait de l'abbaye de La Sauve-Majeure.
L'église a souffert des guerres de religion. Elle a été reconstruite à la fin du XVe siècle ou au début du XVIe siècle. 
Dans son procès-verbal de visite de 1682, l'évêque d'Agen, Jules Mascaron, décrit l'église de Millac (anciennement Milhac) présentant les mêmes dispositions qu'aujourd'hui, avec un clocher-pignon. 
La sacristie est construite côté sud au XVIIIe siècle. Le clocher menaçant ruine en 1826 est réparé en 1828. Le porche placé devant le portail occidental date du milieu du XIXe siècle. Le pavement de l'église est refait en 1860 et les trois grandes fenêtres néo-gothiques datent de 1897 suivant un devis établi par Guérin, commis des Ponts-et-Chaussées.
L'église Notre-Dame de Milhac a été inscrite au titre des monuments historiques en 1996,.